# Houston Stewart Chamberlain
Houston Stewart Chamberlain (9. září 1855 Southsea – 9. ledna 1927 Bayreuth) byl myslitel a spisovatel britského původu, proslulý germanofilií, který později žil v Německu a přijal německé občanství. Byl to autor populárně naučných knih (např. o Richardu Wagnerovi, Immanuelu Kantovi, J. W. Goetheovi, ad.), ale především propagátor nacionalistických, pangermánských, rasových a antisemitských teorií a myšlenek. Byl rovněž propagátorem myšlenek eugeniky. Jeho kniha Základy devatenáctého století (1899) se stala ideovou základnou rasistických teorií v Německu na začátku 20. století.

## Život
Narodil se v přímořské části Portsmouthu. Jeho matka Eliza Jane Hall zemřela, když mu nebyl ještě ani rok a Chamberlain vyrůstal u své babičky ve Francii. Jeho otec, kontradmirál William Charles Chamberlain, plánoval pro syna vojenskou kariéru, a proto byl v jedenácti letech poslán do školy pro budoucí námořní důstojníky. Avšak mladý Chamberlain se zajímal více o studia hudby, literatury a astronomie a vyhlídka na službu důstojníka v Indii nebo na jiných místech Britského impéria jej vůbec nelákala. Jeho chatrné zdraví přispělo k tomu, že se tomuto osudu vyhnul.
Ve čtrnácti letech se jeho zdraví stále zhoršovalo, a tak byl nucen navštěvovat různá evropská lázeňská střediska, kde ho doprovázel jeho pruský poručník, který na něj měl veliký vliv. Pod tímto vlivem začal Chamberlain studovat německou kulturu a historii. Stal se z něj zapálený germanofil. Později se přestěhoval do Německa, kde se stal členem Bavorského kroužku německých nacionalistických intelektuálů, kteří byli ovlivněni ideami (včetně antisemitismu) Richarda Wagnera. Vzal si Evu Wagnerovou, dceru slavného skladatele.

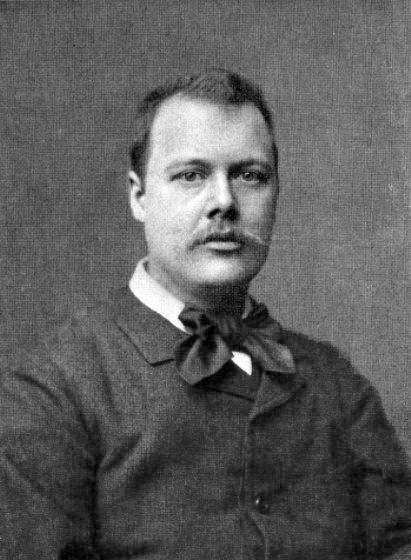
Houston Stewart Chamberlain

## Dílo
V roce 1899 napsal své nejdůležitější dílo Die Grundlagen des neunzehnten Jahrhunderts (Základy devatenáctého století). V tomto díle se snaží vyvodit, že západní civilizace za svou vyspělost vděčí germánským kmenům. Árijská rasa je vybudována na základech protoindoevropské kultury a tuto rasu tvoří Keltové, Germáni, Slované, Řekové a Římané. Vedoucí úlohu v této „Árijské rase“ mají nordické – germánské kmeny.
Chamberlainovým cílem bylo vytvoření hnutí, které by pomohlo znovu oživit a uznat nadřazenou germánskou krev. Aby toho docílil, neváhal zařadit mezi árijské kmeny nejen Němce, ale také Kelty a Slovany.
Chamberlainovy práce se zaměřovaly na to, aby dokázaly, že germánský lid je dědicem antických říší Řecka a Říma. Tím, že germánské kmeny zničily Římskou říši, daly šanci Židům a jiným neárijským rasám ji ovládnout. Ovšem Germáni zachránili západní civilizaci před nadvládou Židů.
Jeho myšlenky byly ovlivněny pracemi Arthur de Gobineaua, který se snažil dokázat nadřazenost árijské rasy. Termín árijská rasa byl jím používán pro označení bílých lidí mimo Židy (jejichž jazyk patří do jiné skupiny než protoindoevropské). Pro Chamberlaina nebyl koncept árijské rasy definován pouze na základě původu jazyka. Definoval jej jako abstraktní ideál rasové elity. Árijci, neboli „šlechtická“ rasa, která představovala nejvyšší stupeň lidského vývoje, byla však různě deformována míšením s jinými podřadnými rasami a bojem o přežití s nimi.
Chamberlain vycházel poznatku o Galilejcích k závěru, že Ježíš mohl být sice Židem svou vírou, ale nebyl Židem svým původem. Ježíš byl podle této teorie Árijec.
Byl mezi prvními, kdo podporoval teorii Hannse Hörbigera Welteislehre – teorii, podle které většina těles v naší sluneční soustavě je pokryta sněhem.
Chamberlainovy práce se za jeho života staly velmi populární v celé Evropě a především v Německu. Byl pozván na dvůr císaře Viléma II. Jeho díla měla později velký vliv na německé nacionální hnutí a nacismus.
Chamberlain uměl velmi dobře německy a v němčině také psal svá díla. Během první světové války publikoval několik propagandistických textů proti své rodné zemi – Kriegsaufsätze (Válečné eseje) a v roce 1916 se stal německým občanem.
Chamberlain byl jednou z inspirací rasistického myšlení Adolfa Hitlera, a ačkoliv není doloženo, že by jeho díla četl, je zřejmé, že mnohé myšlenky (byť zprostředkovaně) nacismus významně ovlivnily.

## České překlady
- CHAMBERLAIN, Houston Stewart. Základy devatenáctého století. Překlad Jan Mrazík. V Praze: Nakladatelství Ant. Hajna, 1910. 2 sv. (503, 446 s.) cnb000573257. online
- CHAMBERLAIN, Houston Stewart. Židé: jejich původ a příčiny jejich vlivu v Evropě. Překlad Jiří Hora. [Žďár nad Sázavou: Hedvika Nenadálová], ©2011. 191 s. ISBN 978-80-904365-8-9.